# Ellie Carpenter
Ellie Madison Carpenter (Cowra, 28 aprile 2000) è una calciatrice australiana, difensore dell'Olympique Lione e della nazionale australiana.

## Carriera

### Nazionale
Carpenter viene chiamata dalla Federazione calcistica dell'Australia (Football Federation Australia - FFA) per vestire le maglie delle nazionali giovanili fin dal settembre 2014, vestendo inizialmente la maglia della formazione under 16, dove debutta partendo da titolare nel primo incontro delle qualificazioni al Campionato asiatico di Cina 2015 di categoria dove le Mini Matildas si impongono per 6-0 sulle pari età del Vietnam.
In seguito gioca sia con l'under 17 che con la under 20, quindi con la nazionale maggiore.

## Statistiche

### Presenze e reti nei club
Statistiche aggiornate al 11 giugno 2023.
| Stagione                        | Squadra                         | Campionato                      | Campionato | Campionato | Coppe nazionali | Coppe nazionali | Coppe nazionali | Coppe continentali | Coppe continentali | Coppe continentali | Altre coppe | Altre coppe | Altre coppe | Totale | Totale |
| Stagione                        | Squadra                         | Comp                            | Pres       | Reti       | Comp            | Pres            | Reti            | Comp               | Pres               | Reti               | Comp        | Pres        | Reti        | Pres   | Reti   |
| ------------------------------- | ------------------------------- | ------------------------------- | ---------- | ---------- | --------------- | --------------- | --------------- | ------------------ | ------------------ | ------------------ | ----------- | ----------- | ----------- | ------ | ------ |
| 2015-2016                       | West. Sydney W.                 | WL                              | 12         | 0          |                 | -               | -               |                    | -                  | -                  |             | -           | -           | 12     | 0      |
| 2016-2017                       | West. Sydney W.                 | WL                              | 12         | 0          |                 | -               | -               |                    | -                  | -                  |             | -           | -           | 11     | 0      |
| Totale Western Sydney Wanderers | Totale Western Sydney Wanderers | Totale Western Sydney Wanderers | 23         | 0          |                 | -               | -               |                    | -                  | -                  |             | -           | -           | 23     | 0      |
| 2017-2018                       | Canberra United                 | WL                              | 10         | 2          |                 | -               | -               |                    | -                  | -                  |             | -           | -           | 10     | 2      |
| 2018-2019                       | Canberra United                 | WL                              | 11         | 3          |                 | -               | -               |                    | -                  | -                  |             | -           | -           | 11     | 3      |
| Totale Canberra United          | Totale Canberra United          | Totale Canberra United          | 21         | 5          |                 | -               | -               |                    | -                  | -                  |             | -           | -           | 21     | 5      |
| 2018                            | Portland Thorns                 | NWSL                            | 19         | 1          |                 | -               | -               |                    | -                  | -                  |             | -           | -           | 19     | 1      |
| 2019                            | Portland Thorns                 | NWSL                            | 16         | 0          |                 | -               | -               |                    | -                  | -                  |             | -           | -           | 16     | 0      |
| Totale Portland Thorns          | Totale Portland Thorns          | Totale Portland Thorns          | 35         | 1          |                 | -               | -               |                    | -                  | -                  |             | -           | -           | 35     | 1      |
| 2019-2020                       | Melbourne City                  | WL                              | 14         | 2          |                 | -               | -               |                    | -                  | -                  |             | -           | -           | 14     | 2      |
| 2019-2020                       | Olympique Lione                 | D1                              | -          | -          | CF              | -               | -               | UWCL               | 0                  | 0                  | SF          | -           | -           | 0      | 0      |
| 2020-2021                       | Olympique Lione                 | D1                              | 18         | 1          | CF              | 1               | 0               | UWCL               | 5                  | 0                  | SF          | -           | -           | 24     | 1      |
| 2021-2022                       | Olympique Lione                 | D1                              | 16         | 0          | CF              | 1               | 0               | UWCL               | 12                 | 0                  | -           | -           | -           | 29     | 0      |
| 2022-2023                       | Olympique Lione                 | D1                              | 6          | 0          | CF              | 3               | 0               | UWCL               | 2                  | 0                  | SF          | -           | -           | 11     | 0      |
| Totale Olympique Lione          | Totale Olympique Lione          | Totale Olympique Lione          | 40         | 1          |                 | 5               | 0               |                    | 19                 | 0                  |             | -           | -           | 64     | 1      |
| Totale carriera                 | Totale carriera                 | Totale carriera                 | 133        | 9          |                 | 5               | 0               |                    | 19                 | 0                  |             | -           | -           | 157    | 9      |

## Palmarès

### Club

#### Competizioni nazionali
- W-League Premiership: 1

Melbourne City: 2019-2020
- W-League Championship: 1

Melbourne City: 2020
- Campionato francese: 1

Olympique Lione: 2022-2023
- Coppa di Francia: 2

Olympique Lione: 2019-2020, 2022-2023
- Supercoppa francese: 1

Olympique Lione: 2023

#### Competizioni internazionali
- UEFA Women's Champions League: 1

Olympique Lione: 2021-2022

### Nazionale
- Tournament of Nations: 1

2017
- Cup of Nations: 1

2019

### Individuale
- IFFHS AFC Woman Team of the Decade 2011–2020[3]
- W-League Young Footballer of the Year: 2017–18,[4] 2018–19, 2019–20[5]
- PFA Women's Footballer of the Year